# Gorzyca (województwo lubuskie)
Gorzyca (niem. Ober Görzig) – wieś w Polsce, położona w województwie lubuskim, w powiecie międzyrzeckim, w gminie Międzyrzecz.
| SIMC    | Nazwa     | Rodzaj     |
| ------- | --------- | ---------- |
| 0183970 | Zamostowo | przysiółek |

W latach 1975–1998 wieś administracyjnie należała do województwa gorzowskiego.

## Historia
Miejscowość pierwotnie związana była z Wielkopolską. Ma metrykę średniowieczną i istnieje co najmniej od XIII wieku. Wymieniona w dokumencie z 1259 pod łacińską nazwą „Goriere”, 1259 „Gorcere”, 1303 „Gorithsic”, 1312 „Goriz, Ghoriz”, 1390 „Gorzyc”, 1403 „Gorzicze”, 1418 „Gorzicza, Gorzice, Gorziczsko”, 1462 „Maior Gorzicza”, 1580 „Gorzica”, 1944 „Ober Görzig” .
W 1239 odnotowani zostali właściciele wsi Beniamin i Bogumił z Gorzycy przy okazji rozgraniczania Gorzycy z Popowem jakie miało miejsce za czasów panowania księcia wielkopolskiego Władysława Odonica. Wieś w 1303 wymieniona jako siedziba własnej parafii należąca do dekanatu Międzyrzecz. Miejscowość była wsią szlachecką i w 1449 leżała w powiecie poznańskim Korony Królestwa Polskiego .
Miejscowość wspominały liczne historyczne dokumenty prawne, własnościowe i podatkowe. Według dokumentu wystawionego przez Domarata z Pierzchna starostę geneneralnego Wielkopolski datowanego na lata 1377–1383 wieś, lub jej część, sprzedana została Nitartowi, którego później odnotowują liczne dokumenty sądowe z procesów o majętności z lokalną szlachtą. Procesy te później toczą także jego potomkowie. W 1430 Stanisław Nitart z Gorzycy toczy proces z młynarzem opatrznym Wojciechem z Głupoń. W latach 1417–1418 odnotowany został także Bogusław dziedzic z Gorzycy, w 1418 Lubiekowski, w 1424 Adam Oganka z Gorzycy. W latach 1468–1517 właścicielem wsi był Maciej Gorzycki z Gorzycy, syn Sędziwoja Waty z Gorzycy. W 1540 Jan Wata Gorzycki sprzedał mansjonariuszom kolegiaty w Sierakowie 6 grzywien czynszu rocznego za 100 grzywien na połowie należącej do niego części Gorzycy. W 1508 miał miejsce pobór podatków z 8 łanów, z dwóch karczm po 6 groszy. W 1563 odbył się pobór z 4 łanów, karczmy dorocznej, od kowala oraz 6 komorników. W 1564 w Gorzycy było 8 łanów. W latach 1564–1565 Gorzyca była wsią ziemiańska należącą do szlachty. Właściciele majętności w miejscowości płacili poradlne do zamku międzyrzeckiego. W 1580 płatnikami poboru byli Sebastian i Piotr Gorzyccy, którzy zapłacili z 5 łanów oraz od 18 zagrodników, 53 komorników, 3 kolonistów z czego każdy od 2 pługów, a także od pasterza wypasającego 50 owiec .
W okresie Wielkiego Księstwa Poznańskiego (1815-1848) miejscowość wzmiankowana jako Gorzyca nowa należała do wsi większych w ówczesnym pruskim powiecie Międzyrzecz w rejencji poznańskiej. Gorzyca nowa należała do okręgu rokitnickiego tego powiatu i stanowiła odrębny majątek, którego właścicielem był wówczas Żychliński. Według spisu urzędowego z 1837 roku wieś liczyła 212 mieszkańców, którzy zamieszkiwali 22 dymy (domostwa). Do majątku należał także folwark Brzozowy (1 dom, 8 osób).

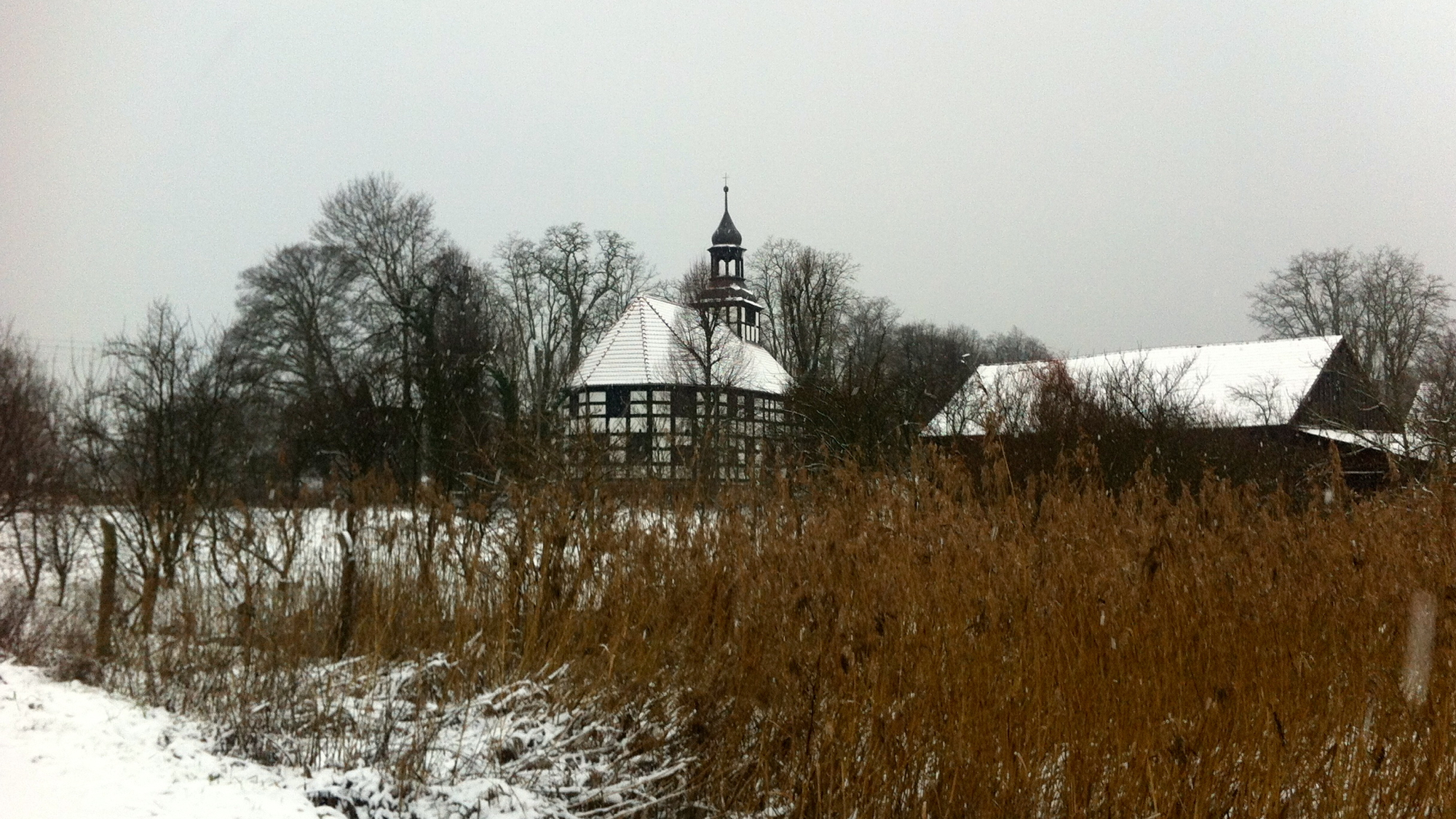
Gorzyca, 2013 r.

Do wojewódzkiego rejestru zabytków wpisane są: kościół ewangelicki, obecnie rzymskokatolicki pod wezwaniem Najśw. Serca Pana Jezusa, szachulcowy, z 1736 roku oraz zespół pałacowy (pałac, spichlerz, dwie stajnie, gołębnik).